# ホウライタケ科
ホウライタケ科 (Marasmiaceae) は真正担子菌綱ハラタケ目の菌類。白い胞子をもっており、多くは硬い柄を持っている。乾燥期の間は萎縮し、雨が降ると回復する能力を持っている。広く食用として消費されているシイタケなどがこれに属する。その他ホウライタケ属のシバフタケ等がこの種として知られている。また、シラガニセホウライタケ属（Moniliophthora）はカカオにてんぐ巣病、果実の腐敗を引き起こす病原菌として南アメリカで恐れられている。中国雲南省に自生するTrogia venenataは同省で多数の中毒死者を出した猛毒菌として恐れられ、アルキンを含んだ2種のアミノ酸が発見されている。2008年の時点では54属1590種類が知られている。
ホウライタケ属はγ-グルタミル-マラスミン酸からチオスルフィネートを経て直鎖有機硫黄化合物を生成する。乾燥後の水戻しで強いニンニク臭がすることから、西洋ではニンニクキノコの別名を持つ。
ツキヨタケ科はBresinskyによって1985年に初めてキシメジ科から分離して記載された。ホウライタケ科も同様にキシメジ科からの分離で作られ、双方とも2006年に公的に認められたが、現在ではツキヨタケ科はホウライタケ科のシノニムと考えられている。以前ツキヨタケ科に含まれていたネッタイカタハ属、モリノカレバタケ属、シイタケ属、シロホウライタケ属、Mycetinis、アカアザタケ属、ツキヨタケ属は現在ではホウライタケ科に加わっている。

## 下位分類
| - Amyloflagellula - Anastrophella - ネッタイカタハ属 Anthracophyllum - Aphyllotus - ニセマツカサシメジ属 Baeospora - Calathella - Calyptella - アミヒダタケ属 Campanella - Caripia - Cephaloscypha - Chaetocalathus - ヒメヒロヒダタケ属 Clitocybula - Connopus - ニセホウライタケ属 Crinipellis | - Cymatella - Cymatellopsis - Deigloria - Epicnaphus - Fissolimbus - ヒナノヒガサ属 Gerronema - Glabrocyphella - モリノカレバタケ属 Gymnopus - Henningsomyces - Hispidocalyptella - ニセアシナガタケ属 Hydropus - Hymenogloea - ウスキカレエダタケ属 Lactocollybia - Lecanocybe | - シイタケ属 Lentinula - クリイロムクエタケ属 Macrocystidia - Manuripia - シロホウライタケ属 Marasmiellus - ホウライタケ属 Marasmius - ヒロヒダタケ属 Megacollybia - Metulocyphella - シラガニセホウライタケ属 Moniliophthora - Mycetinis - Neocampanella - Neonothopanus - Nochascypha - Nothopanus | - ツキヨタケ属 Omphalotus - Palaeocephala - Phaeodepas - スギヒラタケ属 Pleurocybella - Pseudotyphula - Rectipilus - アカアザタケ属 Rhodocollybia - Setulipes - Skepperiella - Stipitocyphella - Stromatocyphella - アシグロホウライタケ属 Tetrapyrgos - Trogia |

## 参照
1. ↑  The Impact of Plant Diseases on World Chocolate Production, Plant Management Network, 9 July 2001.
2. ↑  Deadly chinese mushrooms: Amino acids revealed as cause of deaths in Yunnan province., Internetchemistry.com, 2012年2月12日
3. ↑  Kirk PM, Cannon PF, Minter DW, Stalpers JA. (2008). Dictionary of the Fungi. 10th ed. Wallingford: CABI. p. 401. ISBN 0-85199-826-7
4. ↑  井上重治『微生物と香り ミクロの世界のアロマの力』フレグランスジャーナル社、2002年8月1日、90頁。ISBN 4-89479-057-2。
5. ↑  Kämmerer A, Besl H, Bresinsky A. (1985). Omphalotaceae fam. nov. und Paxillaceae, ein chemotaxonomischer Vergleich zwier Pilzfamilien der Boletales. Pl. Syst. Evol. 150:101–17.
6. ↑  Kirk et al., 2008, p. 481.